# Port Ginesta
Port Ginesta és un dels tres ports esportius del municipi de Sitges (Garraf) (els altres dos són el Port del Garraf i el Port d'Aiguadolç). Amb 30 hectàrees de superfície, és un dels ports esportius més gran de l'estat espanyol. Està situat a les Botigues de Sitges, entre el massís del Garraf i la platja de les Botigues (continuació natural de la platja de Castelldefels). El poble de Sitges està situat a uns 10 km cap al sud-oest, però el municipi més proper és Castelldefels a només 3 km. N'és el titular l'organisme de Ports de la Generalitat, i està gestionat per Port Ginesta, SA. Està guardonat amb la Bandera Blava, que reconeix internacionalment la qualitat i serveis.
El port va ser inaugurat el 1986 i després ampliat el 2007. Compta amb 1.442 amarratges per a embarcacions de 8 a 30 metres d'eslora, amb amarraments específics per a catamarans. La bocana té una amplada de 50 metres i un calat de 4,5 metres, amb un calat interior de 2 a 4 metres.
Disposa d'un extens varador amb pòrtic elevador de setanta tones, dues grues per a embarcacions de fins a sis tones, marina seca per a embarcacions pneumàtiques i motos aquàtiques, zona exclusiva per a vela lleugera, rampa de varada, així com una nau per a treballs de reparació i manteniment. També compta amb benzinera, centre de gestió de residus, vestuaris i servei d'informació meteorològica. La zona comercial és molt extensa, amb algunes botigues de nàutica, moda i serveis, així com diferents bars i restaurants.